# Paragordius obamai

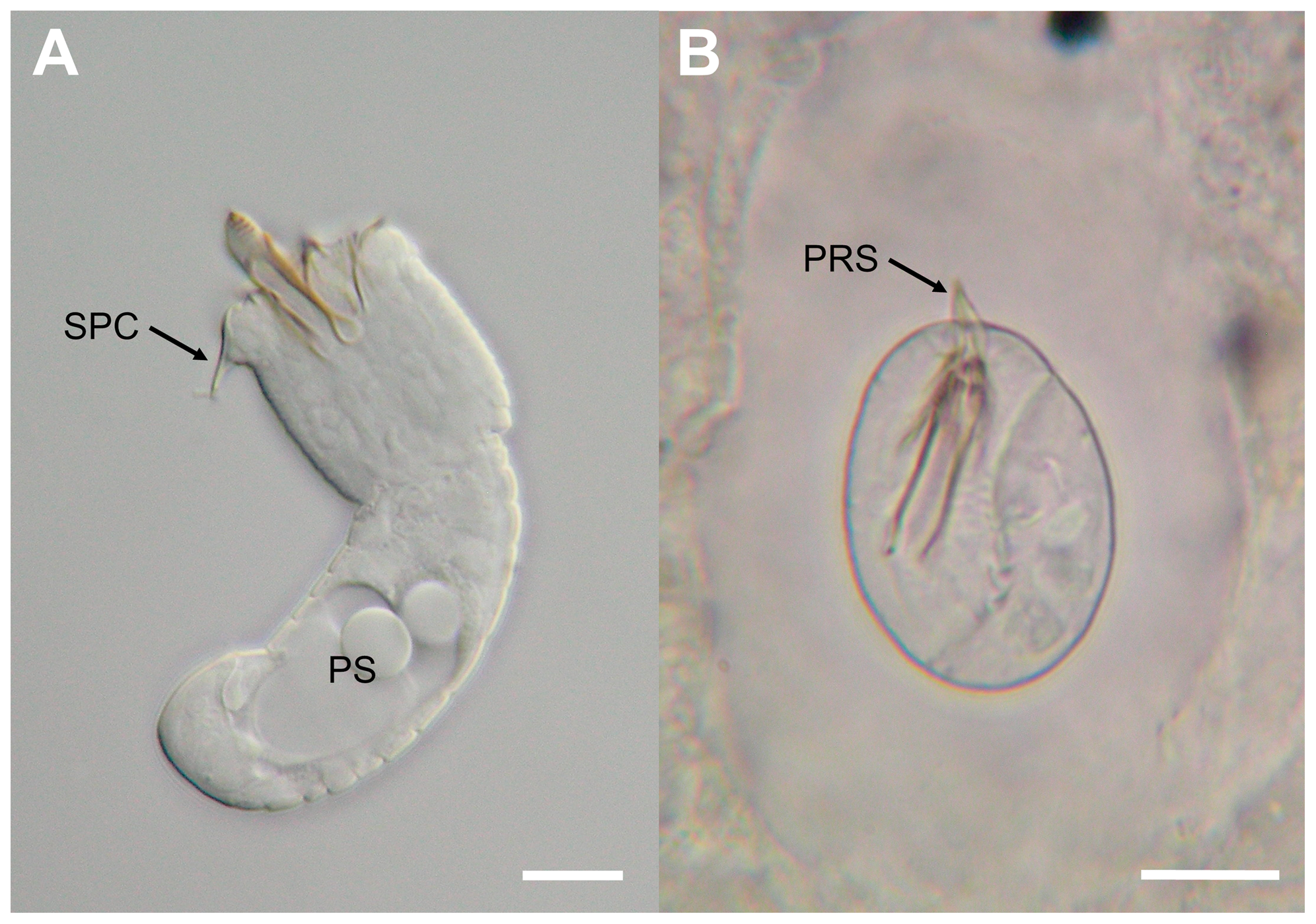
(A) личинка и (B) циста внутри улитки Biomphalaria pfeifferi. Шкала = 10 µm.

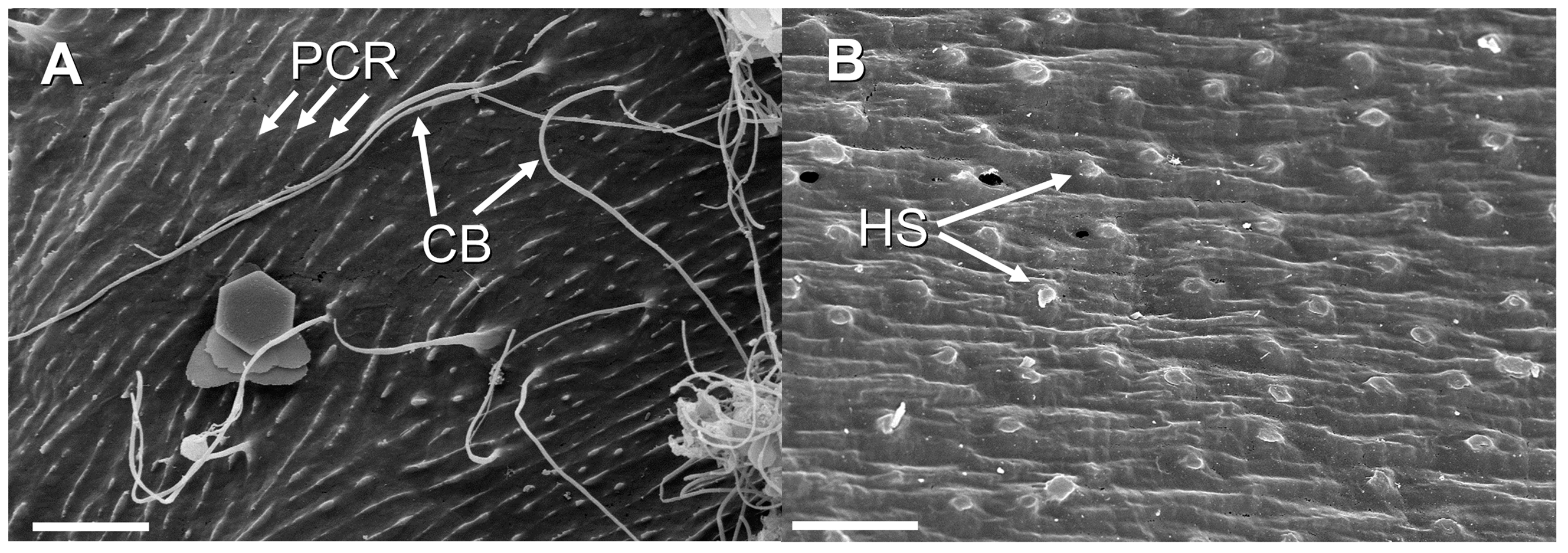
Структура кутикулы.

Paragordius obamai  (лат.) — вид паразитических червей из группы волосатиков (Chordodidae, Gordiida). Восточная Африка: Кения. Выведены из цист, полученных из брюхоногих моллюсков Biomphalaria pfeifferi (семейство катушки), которых обнаружили в одной из рек бассейна озера Виктория в западной части Кении (Winam Bay, провинция Ньянза, 1170—1250 м). Эти катушки являются промежуточным хозяином паразита. Основными хозяевами, предположительно, служат насекомые. В лабораторных условиях окончательными хозяевами были различные виды сверчков: сверчок домовый (Acheta domesticus), Gryllus texensis и Gryllus firmus.

## Описание
Желтовато-коричневые тонкие черви. Длина около 15 см (10,9—23,2), ширина — 1,4 (0,9—1,8). Задний конец тела разделён на три лопасти, со спинной долей (длиной 400 мкм и шириной 275 мкм) более крупной, чем латеровентральные лопасти (380×220 мкм). Их внутренние поверхности несут продольные параллельные кутикулярные кили, уникальные для этого вида, которые вероятно, помогают в процессе движения яйца в момент яйцекладки. Paragordius obamai отличается от всех других африканских представителей своего рода (где встречаются 9 из 17 видов Paragordius) наличием полусферических кутикулярных субструктур различного размера (у других видов они полигональные). Самцов в ходе лабораторных экспериментов получить не удалось. Возможно, это первый партеногенетический вид в классе Gordiida.

## Этимология
Вид был назван в честь 44-го Президента США Барака Обамы, чьи отец и бабушка проживали в кенийской деревне Ньянг'ома Когело в 19 км к северо-западу от места нахождения нового таксона.